# Base Naval Mar del Plata (centro clandestino de detención)
La Base Naval Mar del Plata (BNMP) de la Armada Argentina albergó en sus instalaciones un centro clandestino de detención entre 1976 y 1978, durante el terrorismo de Estado de la dictadura autodenominada «Proceso de Reorganización Nacional» (bajo el gobierno de la Junta Militar de Gobierno).
Formaba parte del circuito represivo de Mar del Plata junto a la Comisaría 4.ª y el Cuartel de Bomberos de la policía provincial; la Escuela de Suboficiales de Infantería de Marina y «La Cueva» (Fuerza Aérea); todos bajo la responsabilidad del I Cuerpo de Ejército a través del Grupo de Artillería de Defensa Aérea 601 (GADA 601) del Ejército.

## Funcionamiento
En el período de funcionamiento del CCD, la Base Naval estuvo bajo el mando de los capitanes de navío Juan Carlos Malugani y Juan José Lombardo.
La Base Naval dependía del Comando en Jefe de la Armada a través del Comando Naval, rama del Comando de Operaciones Navales (este estuvo al mando, sucesivamente, de los contraalmirantes Luis María Mendía y Antonio Vañek).
Formaba parte del Área 151 del Ejército Argentino, que estaba al mando del Grupo de Artillería de Defensa Aérea 601 «Tte. Grl. Pablo Ricchieri». La citada área (donde funcionaban también los centros de la Escuela de Suboficiales de Infantería de Marina y la Comisaría 4.ª) integraba la Subzona 15, dentro de la Zona de Defensa I, a cargo del Comando del I Cuerpo de Ejército (en el período de funcionamiento del CCD estuvo comandado por el general de división Carlos Guillermo Suárez Mason). Paralelamente en la órbita de la Armada funcionaba la Fuerza de Tareas 6 (FT6), al mando de la Base Naval. En cumplimiento del plan Placintara 75, la BNMP constituía la FT6, junto a la Escuela de Suboficiales de Infantería de Marina y la Agrupación de Buzos Tácticos, entre otras unidades con asiento en la misma zona. La FT6 tenía responsabilidad sobre las ciudades de Mar del Plata y Quequén.

## Sitio de memoria
En 2008 la Secretaría de Derechos Humanos señalizó la Base Naval como sitio de la memoria, en cumplimiento de la Ley de Sitios de la Memoria (ley n.º 26 691).

## Juicios
El 15 de febrero de 2013 el Tribunal Oral Federal de Mar del Plata sentenció a Juan José Lombardo y Raúl Alberto Marino a prisión perpetua por delitos de lesa humanidad. En tanto que condenó a Justo Alberto Ignacio Ortiz (subjefe de la Base Naval entre 1975 y 1977) a 6 (seis) años de prisión; a Rafael Alberto Guiñazú (subjefe entre 1977 y 1978) a prisión perpetua; a Roberto Luis Pertusio (subjefe entre 1978 y 1979) a prisión perpetua. También impuso la pena de prisión perpetua a José Omar Lodigiani (jefe de la Agrupación de Buzos Tácticos entre 1977 y 1978).